# Super Mario Brothers
A Super Mario Brothers (eredeti cím: Super Mario Bros.) 1993-ban bemutatott amerikai családi film, amely a Super Mario Bros. című videójáték alapján készült. A forgatókönyvet Parker Bennett, Terry Runte és Ed Solomon írta, a filmet Annabel Jankel és Rocky Morton rendezte, a zenéjét Alan Silvestri szerezte, a producerei Roland Joffé és Dean Semler voltak.
A Hollywood Pictures és az Allied Filmmakers készítette, a Hollywood Pictures forgalmazta.
Amerikában 1993. május 23-án mutatták be a mozikban, Magyarországon 2004. január 2-án az M1-en vetítették le a televízióban.
A film anyagilag és kritikailag is leszerepelt a bemutatásakor, ezután viszonylag gyorsan el is felejtődött; utólag vált egyes szubkultúrák köreiben egyfajta kultfilmmé.

## Cselekmény
A két vízvezetékszerelő, Mario és Luigi a csatornákon keresztül jutnak egy különös világba, ami egy olyan párhuzamos dimenzió, ahol a dinoszauruszok nem haltak ki évmilliókkal korábban, és vezetőjük, Koopa király a terve szerint egyesíteni akarja ezt a világot Marioékéval, ami csak pusztuláshoz vezethet. Marioék azonban mindent megtesznek, hogy megállítsák, és a dinóvilág jogos uralkodója, Daisy hercegnő ismét elfoglalhassa helyét a trónon.

## Szereplők
| Szereplő          | Színész                 | Magyar hang         |
| ----------------- | ----------------------- | ------------------- |
| Mario             | Bob Hoskins             | Balázs Péter        |
| Luigi             | John Leguizamo          | Kálloy Molnár Péter |
| Koopa király      | Dennis Hopper           | Harsányi Gábor      |
| Daisy hercegnő    | Samantha Mathis         | Gubás Gabi          |
| Iggy              | Fisher Stevens          | Elek Ferenc         |
| Spike             | Richard Edson           | Csonka András       |
| Lena              | Fiona Shaw              | Kovács Nóra         |
| Daniella          | Dana Kaminski           | Botos Éva           |
| Toad              | Mojo Nixon              | Takátsy Péter       |
| Goomba Toad       | John Fifer              | Takátsy Péter       |
| Scapelli          | Gianni Russo            | Áron László         |
| Gomba király      | Lance Henriksen         | Áron László         |
| Bertha            | Francesca P. Roberts    | Némedi Mari         |
| Idős hölgy        | Sylvia Harman           | Várnagy Kati        |
| Simon rendőr      | Don Lake                | Imre István         |
| TV-bemondó        | Robert D. Raiford       | Antal László        |
| Pizzásfiú         | Matthew Zachary Hopkins | Horváth Illés       |
| Angelica          | Desiree Marie Velez     | N/A                 |
| Brooklyn-i lányok | Andrea Powell           | N/A                 |
| Brooklyn-i lányok | Heather Pendergast      | N/A                 |
| Brooklyn-i lányok | Melanie Salvatore       | N/A                 |
| Öltöztetőlány     | Terry Finn              | N/A                 |
| Szereplő          | Eredeti hang            | Magyar hang         |
| Narrátor          | Dan Castellaneta        | Izsóf Vilmos        |
| Yoshi             | Frank Welker            | saját hangján       |

## Betétdalok
| Dal                    | Előadó                     |
| ---------------------- | -------------------------- |
| Almost Unreal          | Roxette                    |
| Love is the Drug       | The Divinyls               |
| Where Are You Going?   | Extreme                    |
| Breakpoint             | Megadeth                   |
| Walk the Dinosaur      | The Goombas                |
| I Would Stop the World | Charles Eddie              |
| Speed of Light         | Joe Satriani               |
| Tie Your Mother Down   | Queen                      |
| I Want You             | Marky Mark The Funky Bunch |
| Somewhere My Love      | Frankie Yankovic           |
| Cantaloop              | Us3                        |

## Televíziós megjelenések
M1, FilmBox

## Fordítás
- Ez a szócikk részben vagy egészben  a   Super Mario Bros. (film) című angol Wikipédia-szócikk fordításán alapul.  Az eredeti cikk szerkesztőit annak laptörténete sorolja fel. Ez a jelzés csupán a megfogalmazás eredetét és a szerzői jogokat jelzi, nem szolgál a cikkben szereplő információk forrásmegjelöléseként.